# استبطان (هبوط)

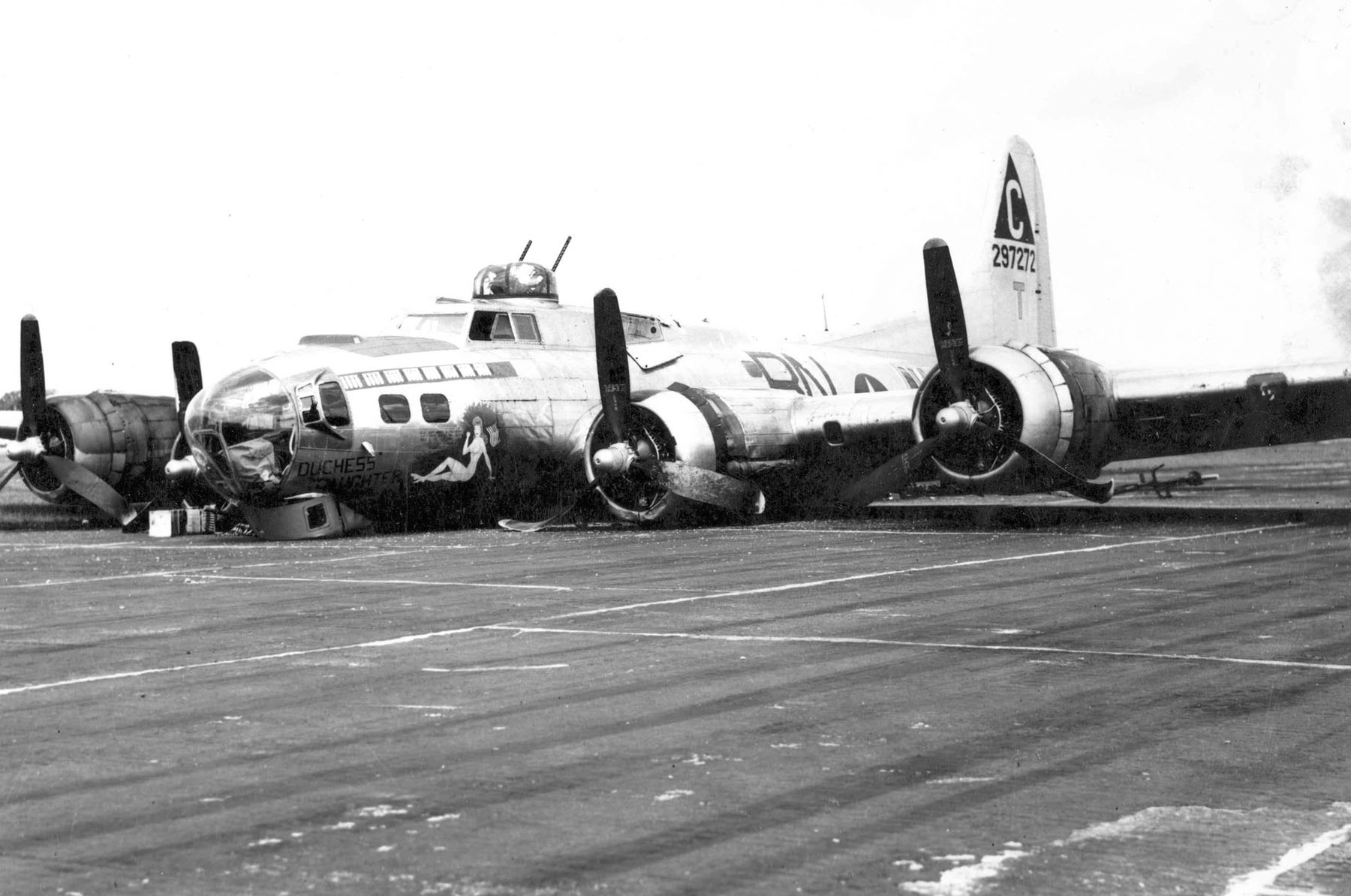
طائرة بوينج بي 17 ، ابنة الدوقة، بعد هبوطها على البطن. (6 يوليو 1944)

الاستبطان أو الهبوط على البطن أو الهبوط بدون عجلات عندما تهبط الطائرة بدون أن يتم تمديد جهاز الهبوط بالكامل وتستخدم جانبها السفلي أو البطن كجهاز هبوط أساسي، عادةً ما يشير مصطلح الهبوط بالعتاد إلى الحوادث التي ينسى فيها الطيار تمديد معدات الهبوط، بينما يشير الهبوط في البطن إلى الحوادث التي يمنع فيها عطل ميكانيكي الطيار من تمديد معدات الهبوط.
يتم اللجوء لهذه الطريقة عند عدم حدوث استجابة لأدوات التحكم وأثناء الهبوط على البطن عادة ما يكون هناك ضرر جسيم للطائرة حيث تنطوي عمليات الهبوط بهذه الطريقة على مخاطر أن تنقلب الطائرة أو تتفكك أو تشتعل فيها النيران إذا هبطت بسرعة كبيرة أو صعبة للغاية. الدقة القصوى مطلوبة لضمان هبوط الطائرة بشكل مستقيم ومستوى قدر الإمكان مع الحفاظ على سرعة جوية كافية للحفاظ على السيطرة الرياح المتقاطعة القوية وانخفاض الرؤية وكذلك الأضرار التي تلحق بجسم الطائرة، أو الأدوات أو أدوات التحكم غير المستجيبة تزيد بشكل كبير من خطر القيام بهبوط البطن. تعتبر عمليات الهبوط في البطن أحد أكثر أنواع حوادث الطائرات شيوعًا وعادةً لا تكون قاتلة إذا تم تنفيذها بعناية.

## التسمية
جاء في معجم المورد الحديث: «يستبطن: يجعل الطائرة تهبط على بطنيتها أو سطحها الأدنى عندما يتعطل جهاز الهبوط».

## الأسباب والوقاية

### أخطاء الطيار

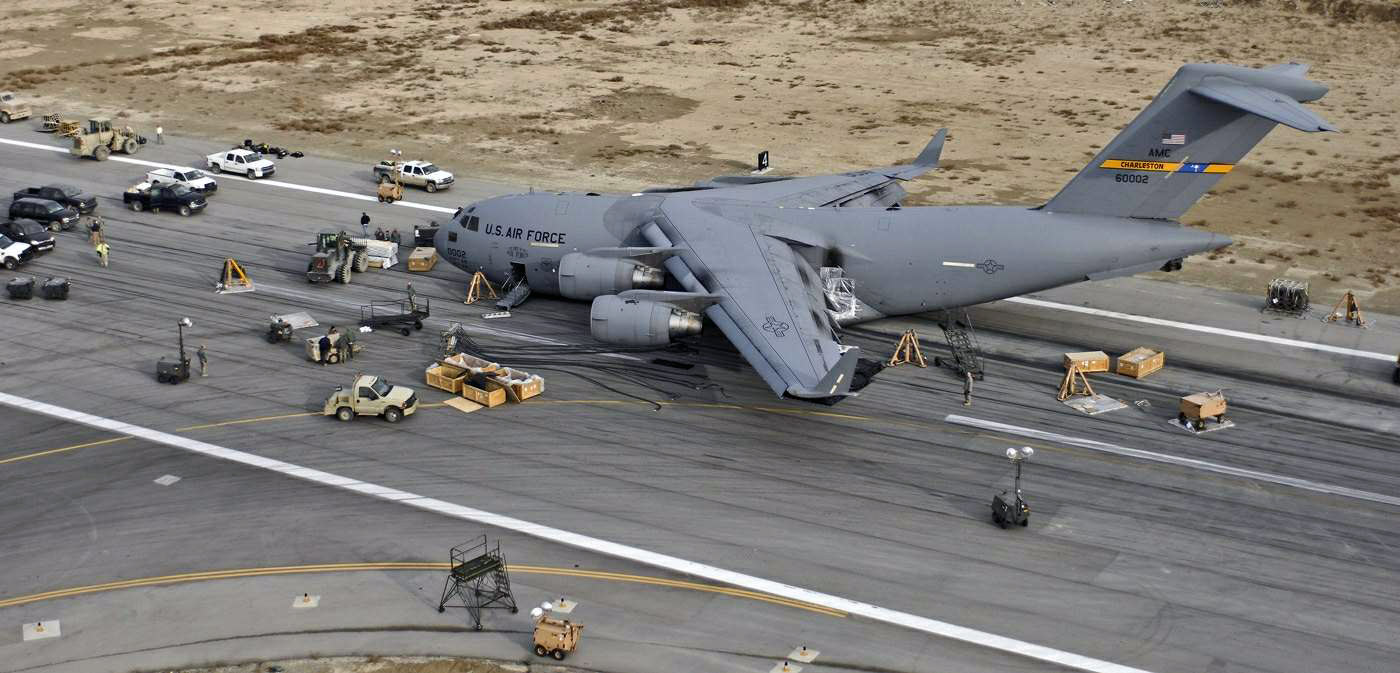
طائرة C-17 Globemaster بعد هبوط بطنها في مطار باغرام في أفغانستان (2009). تم تحديد سبب ذلك لاحقًا على أنه خطأ طيار.

السبب الأكثر شيوعًا لهبوط التروس هو نسيان الطيار ببساطة تمديد جهاز الهبوط قبل عملية الهبوط والتي تندرج ضمن قائمة التعليمات للطيار والذي يعد خفض معدات الهبوط جزءًا منها، وتتضمن أيضًا عناصر مثل ضبط اللوحات والمروحة وضوابط متعددة للهبوط.
من غير المرجح عادة أثناء الهبوط ألا يقوم بعض الطيارين بمراجعة القوائم وباقي الطقوس قبل الهبوط، وقد يتجاهل بعض الطيارين قوائم المراجعة أساساً ويؤدون المهام بحسب الذاكرة مما يزيد من فرص نسيان خفض معدات الهبوط. حتى الطيارون الحريصون معرضون للخطر، لأنهم قد يشتت انتباههم وينسوا أداء قائمة التحقق أو يتم مقاطعتهم في منتصفها بسبب واجبات أخرى مثل تجنب الاصطدام أو حالة طوارئ أخرى. في الصورة الموضحة أعلاه هبطت الطائرة B-17 Dutchess بشكل طبيعي عندما قلب مساعد الطيار عن غير قصد مفتاح معدات الهبوط للتراجع وانهار بالقرب من نهاية لفة الهبوط.
جميع الطائرات المزودة بمعدات هبوط قابلة للسحب طريقة للإشارة إلى حالة جهاز الهبوط، والتي تكون عادةً مجموعة من الأضواء التي تغير الألوان من الأحمر إلى الكهرماني إلى الأخضر اعتمادًا على ما إذا كانت العجلات تم رفعها أم في حالة انتقال، ورغم ذلك قد ينسى الطيار المشتت النظر إلى هذه الأضواء.
وقد أدى ذلك إلى قيام مصممي الطائرات ببناء أنظمة أمان إضافية في الطائرة لتقليل احتمال حدوث خطأ بشري، في الطائرات الصغيرة يتخذ هذا عادةً شكل ضوء تحذير وبوق يعمل عندما لا يتم قفل أي من معدات الهبوط ويكون أي من خنق المحرك متخلفًا عن إعداد قوة الرحلات البحرية. ومع ذلك كان بوق الإنذار عديم الفائدة في المواقف التي لم يكن فيها الطيار على دراية بالطائرة ولم يكن يعرف ما الذي يعنيه صوت الإنذار، يخلط الطيارون أحيانًا بين بوق تحذير جهاز الهبوط وبوق تحذير المماطلة، في حالات أخرى لا يستطيع الطيارون سماع البوق على الطائرات القديمة بسبب ارتداء سماعة رأس حديثة لإلغاء الضوضاء.

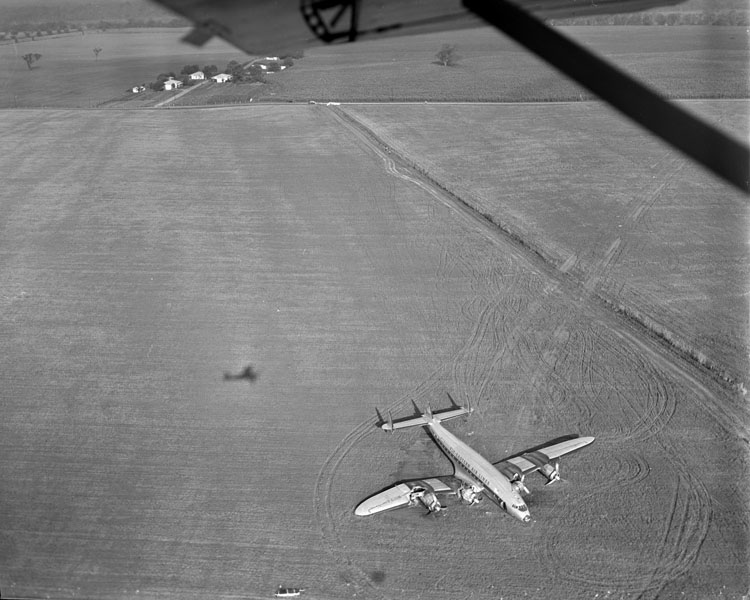
في عام 1951 ، قامت رحلة طيران إيسترن إيرلاينز رقم 601 التي تديرها شركة لوكهيد إل -749 كونستيليشن بإنجاز هبوط ناجح على البطن في مزرعة كيرلز نيك في فيرجينيا خلال عاصفة.

في الطائرات الكبيرة عادةً ما يستبعد نظام التحذير إعداد طاقة المحرك وبدلاً من ذلك يحذر الطيار عندما يتم ضبط اللوحات على الهبوط ولكن معدات الهبوط ليست كذلك، يستخدم النظام البديل نظام تحذير القرب من الأرض أو مقياس الارتفاع بالرادار لإصدار تحذير عندما تكون الطائرة قريبة من الأرض وتنزل مع عدم هبوط الترس. تشتمل معظم الطائرات على نظام رسائل صوتية يزيل غموض البوق أو الجرس، وبدلاً من ذلك يعطي الطيار إشارة شفهية واضحة: "GEAR NOT DOWN" . بالإضافة إلى ذلك، تم تصميم الطائرات الكبيرة ليتم تشغيلها بواسطة طيارين يعملان كفريق واحد. أحدهما يطير بالطائرة ويتعامل مع الاتصالات وتجنب الاصطدام، بينما يشغل الآخر أنظمة الطائرات. يوفر هذا نوعًا من التكرار البشري مما يقلل من عبء العمل الملقى على أي فرد من أفراد الطاقم، ويوفر لأحد أفراد الطاقم القدرة على التحقق من عمل الآخر. أدى الجمع بين أنظمة الإنذار المتقدمة وتدريب الطاقم الفعال إلى جعل حوادث الهبوط أثناء التروس في الطائرات الكبيرة نادرة للغاية.
في بعض الحالات، قد يتم تحذير الطيار من حالة معدات غير آمنة من خلال خصائص طيران الطائرة وغالبًا ما يكون من الصعب جدًا إبطاء الطائرات الأنيقة وعالية الأداء للوصول إلى سرعة هبوط آمنة دون السحب الديناميكي الهوائي لمعدات الهبوط الممتدة.

### عطل ميكانيكي

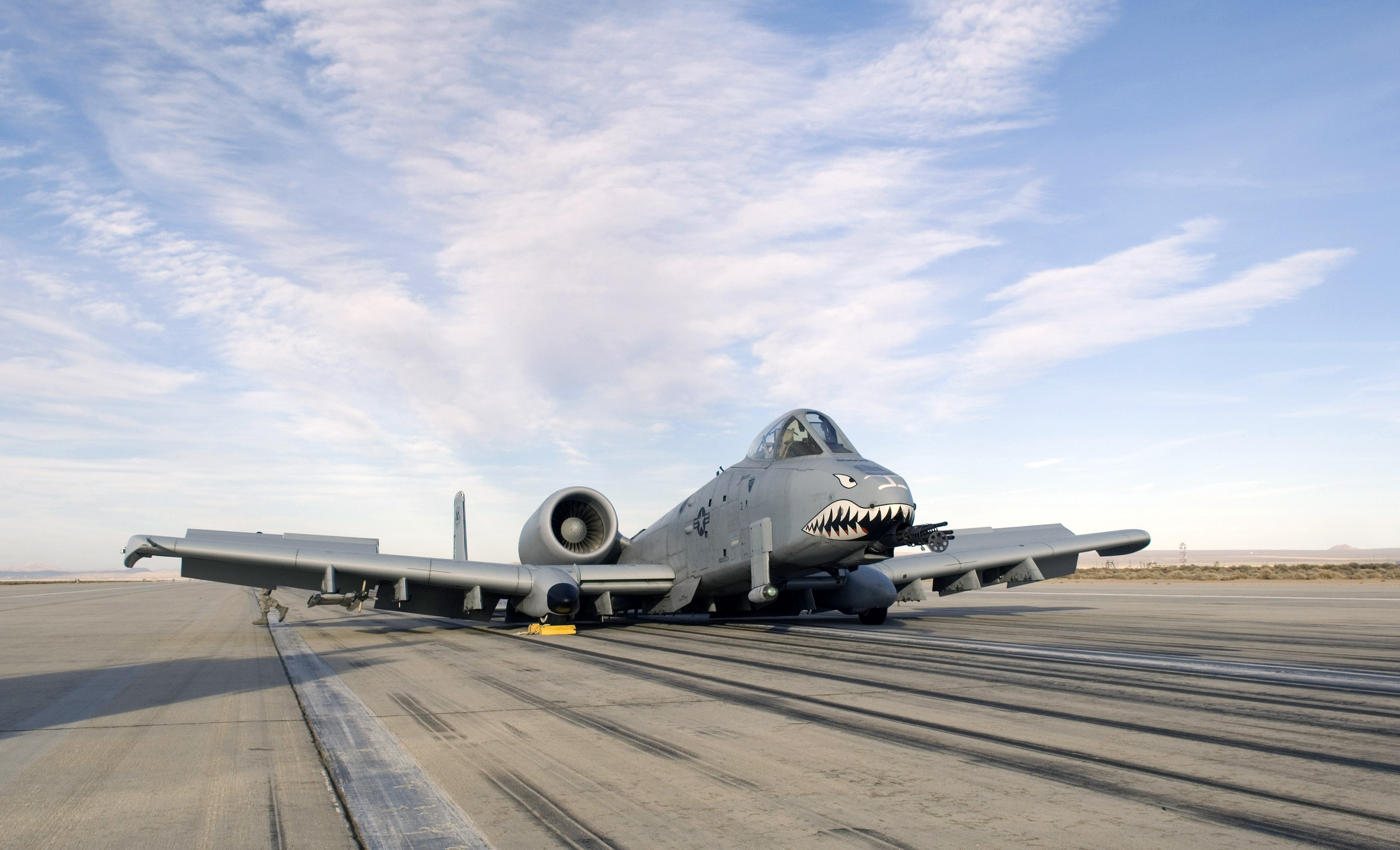
طائرة من طراز A-10 بعد هبوط بطنها في قاعدة إدواردز الجوية (2008)

الفشل الميكانيكي هو سبب آخر لعملية الإنزال على البطن، يتم تشغيل معظم معدات الهبوط بواسطة محركات كهربائية أو مشغلات هيدروليكية. عادةً ما يتم توفير عمليات التكرار المتعددة لمنع فشل واحد من فشل عملية تمديد معدات الهبوط بالكامل. سواء تم تشغيله كهربائيًا أو هيدروليكيًا، يمكن عادةً تشغيل معدات الهبوط من مصادر متعددة. في حالة فشل نظام الطاقة، يتوفر دائمًا نظام تمديد للطوارئ. قد يتخذ ذلك شكل ذراع أو مضخة يتم تشغيلها يدويًا، أو آلية ميكانيكية للسقوط الحر تعمل على فك التعشيق وتسمح لمعدات الهبوط بالسقوط والقفل بسبب الجاذبية و / أو تدفق الهواء.
في الحالات التي لا تتمدد فيها سوى ساق واحدة فقط من معدات الهبوط، قد يختار الطيار سحب كل العتاد والقيام بهبوط بطني لأنه قد يعتقد أنه من الأسهل التحكم في الطائرة أثناء الانطلاق بدون معدات على الإطلاق من مع واحد العتاد مفقود.
بعض الطائرات، مثل A-10 Thunderbolt II ، مصممة خصيصًا لجعل هبوط البطن أكثر أمانًا. في حالة A-10 تبرز العجلات الرئيسية المنسحبة من فتحاتها لذلك تتدحرج الطائرة تقريبًا على بطنها.

## هبوط على البطن بدون طيار

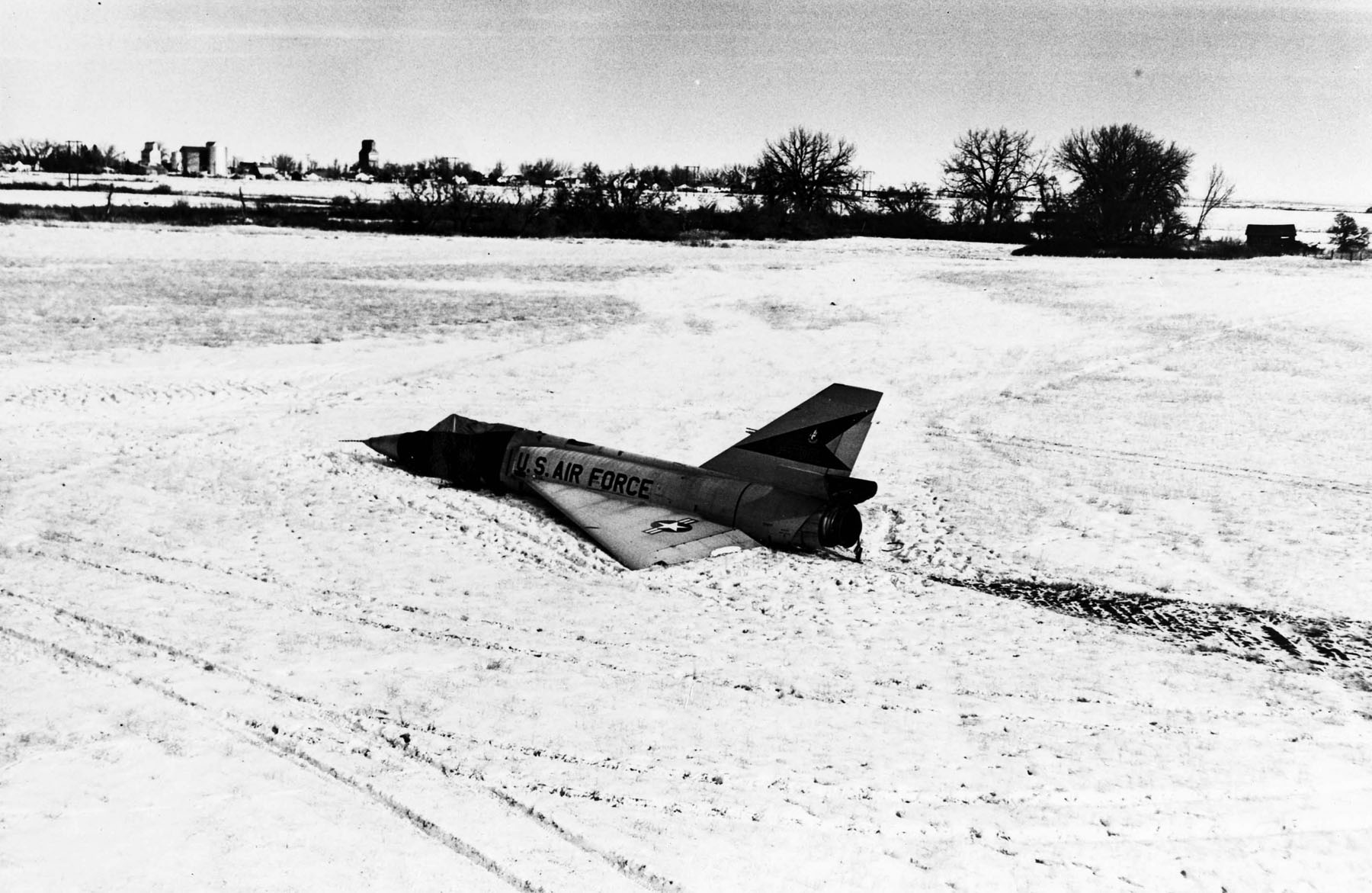
قاذفة Cornfield Bomber ، قبل أن تتمكن من الهبوط على البطن (1970)

هناك أمثلة على قيام الطائرات بهبوط ناجح نسبيًا على البطن بعد أن تخلى عنها طاقمها أثناء الرحلة.
قاذفة ألمانية من طراز Junkers 88 بعد هجوم على السفن السوفيتية في أبريل 1942 تخلى عنها طاقمها ونزلت على منحدر تل في Garddevarre في Finnmark في أقصى شمال النرويج. تم استرداده في عام 1988 ويتم عرضه حاليًا في Norsk Luftfartsmuseum ، متحف الطيران النرويجي في مطار بودو.
في 27 سبتمبر 1956 هبطت طائرة تجريبية من طراز Bell X-2 بعد تسجيل سجل سرعة جوي يبلغ 3.2 ماخ بدون طيار في الصحراء، وحدث تضرر بشكل سطحي فقط. استخدم الطيار نظام الهروب الخاص به على ارتفاع 40 ألف قدم تقريبًا بعد أن فقد السيطرة على الطائرة لكنه توفيعندما اصطدمت كبسولته بالصحراء.
ربما تكون الطائرة الأكثر شهرة هي طائرة كونفير من طراز F-106 Delta Dart رقم الذيل 58-0787 في فبراير 1970، حيث دخلت الطائرة في دوران مسطح فوق مونتانا. فبعد خروج الطيار استقر دوران الطائرة، وشرعت في الطيران لعدة أميال حتى سقطت في حقل بالقرب من بيج ساندي ، مونتانا، تم إصلاح الطائرة (التي أطلق عليها لاحقًا اسم Cornfield Bomber) وعادت إلى الخدمة. بعد سحب الطائرة F-106 من الخدمة تم تقديمها إلى المتحف الوطني للقوات الجوية الأمريكية.

## أمثلة
في 29 سبتمبر 1940 خلال حادثة اصطدام بروكليبسي في الجو عام 1940، حيث اصطدمتا طائرتين من طراز افرو أنسون معًا أحدهما فوق الآخر، تم تعطل كلا محركي الطائرة العلوية في التصادم، لكن محركات المحرك أدناه استمرت في الدوران بكامل قوتها. أصيب طيار أنسون السفلي بجروح، لكن طيار أنسون العلوي ليونارد جراهام فولر وجد أنه كان قادرًا على التحكم في الطائرتين المتشابكتين فوق بعضهما ولكن تمكن من الطيران 8 كيلومترات (5 ميل) بعد الاصطدام قبل أن ينجح في الهبوط الاضطراري في بطنه في حقل كبير على بعد 6 كيلومترات (4 ميل) جنوب غرب بروكليسبي، نيو ساوث ويلز، أستراليا.
في 4 يوليو 2000 قامت طائرة Malév Flight 262 وهي من طراز Tupolev Tu-154 بطريق الخطأ أثناء الهبوط وانزلقت على المدرج، لكنها كانت قادرة على الإقلاع والهبوط بشكل طبيعي بعد الالتفاف. ولم ترد انباء عن وقوع اصابات.
في 8 مايو 2006 هبطت قاذفة إستراتيجية تابعة للقوات الجوية الأمريكية من طراز B-1 Lancer في جزيرة دييغو غارسيا المرجانية في المحيط الهندي دون خفض هيكلها السفلي. تبع ذلك حريق لكن تم إخماده مع إصابات طفيفة فقط. وبحسب ما ورد قام الطيارون بإيقاف تشغيل نظام الإنذار الذي كان سيحذرهم من الإشراف وتجاهل ضوء التحذير الأحمر على لوحة العدادات طوال فترة الهبوط. وبعد إصلاحات تصل قيمتها إلى 8 ملايين دولار، أعيدت الطائرة إلى الخدمة في العام التالي.
في 1 نوفمبر 2011 أعلنت قائدة الطائرة لخطوط لوت الجوية البولندية الرحلة 16 حالة الطوارئ مع فقدان معدات الهبوط وهي طائرة بوينج 767 في طريقها من مطار Newark Liberty الدولي إلى مطار وارسو شوبان، كانت الطائرة المعنية هي أحدث هيكل طائرة 767 في الأسطول، هبطت الطائرة في بطنها (انظر الفيديو) في وارسو بنيران صغيرة، لكن تم إجلاء جميع الركاب وطاقم الطائرة دون وقوع إصابات. تم إغلاق المطار لأكثر من يوم بعد ذلك.